# Bognár László (idegsebész)
Bognár László (Baja 1958. május 5. –) magyar idegsebész, gyermekidegsebész, a Debreceni Egyetem Klinikai Központ, Idegsebészeti Klinikájának intézetvezető professzora, egyetemi tanár.

## Szakmai önéletrajz[2]

### Tanulmányai
1972-1976 között a budapesti József Attila Gimnáziumban középfokú tanulmányait végezte. Az érettségi megszerzése után
1976-1982 évek alatt a Semmelweis Orvostudományi Egyetemen tanult, majd diplomázott általános orvosként Budapesten.
Nyelvtudás: angol, francia (alap közép- és felsőfokú nyelvvizsgák)

## Karrier
Jelenlegi beosztása – klinikaigazgató, és egyetemi tanár aktív előadóként több oktatási és egészségügyi intézménynél.

### Szakmai vizsgák és oklevelek
1982-ben megvédte általános orvosi diplomáját, majd 1987 és 1989 -es években ideggyógyászatból szakvizsgát tett.
1990 – ECFMG I.
1993-ban 5 éves, nemzetközi, Európai Idegsebészeti Tanfolyam befejezése szóbeli vizsga tételével. 1995-ben 3 éves európai gyermekideg-sebészeti tanfolyam befejezése szóbeli vizsgával.
1996-ban PhD- MTA fokozatok sikeres megszerzése. 2003-ban habilitáció, valamint SE egészségmenedzser diploma sikeres megszerzése. 
2004-től SE egyetemi magántanár kinevezés elnyerése.

### Ösztöndíjak, munkavállalások
1982. szeptember – 1986. június SOTE Neurológiai Klinika rezidens az intézet vezető igazgatója: Prof. Csanda Endre irányítása alatt. 1985. szeptember – 1986. június Ösztöndíjasként rezidens a Hospital Foch, Paris Idegsebészeti egészségügyi intézménynél Oszt. vez.: Prof. P. DeRome irányításával. 1986. június – 1990. szeptember rezidens, majd szakorvos OITI-nél (ma OKITI), Budapesten az intézet igazgató: Prof. Pásztor Emil vezetésével.
1990. szeptember – 1994. június tanársegéd a Pierre Wertheimer Hopital Neurologique et Neuro-chirurgical kórháznál Lyonban, oszt. vez.: Prof. C. Lapras, és Prof. R. Deruty vezetésé alatt. 1994. június – 1997. május Szakorvos, Gyermekidegsebészeti Osztály OKITI, Budapest, Intézet igazgató: Prof. Nyáry István 1999. április – 1999. június 30. Locum Consultant Neurosurgeon for adults and children in Frenchey Hospital, Bristol Head of dept.:H. Coakham FRCP FRCS GMC Registration No: 4594666
1997. májusától a 2005. 06. 30-ig a gyermekidegsebészeti osztály vezetője OKITI (Országos Klinikai Idegtudományi Intézet)Budapest, Intézet Igazgató: Prof. Nyáry István 2005. 07. 01-től klinika igazgató, egyetemi docens Debrecenben, a DEOEC Idegsebészeti Klinikánál. 2006. 09. 01-től klinika igazgató, egyetemi tanár DEOEC Idegsebészeti Klinika
2007. márciusától – 2007. szeptemberéig Megbízott főigazgató, OKITI

#### Speciális továbbképzések
- Stockholm Karolinska Inst. Svédország 2 hét (prof. Meyerson)
- Marseilles Hop.Timon Franciaország 4X1hét (prof. Choux, prof. Regis)
- Párizs Hop Necker Franciaország 10×1 hét (prof. Strose)
- New York Bethisrael 2×1 hét (prof. Epstein)

## Tudományos tevékenység[6]

### Szakmai közéleti tevékenység
Elnöke volt az Idegsebészeti Szakmai Kollégiumnak 2005-től 2011. 04.30-ig; jelenleg az új Szakmai Kollégiumi Tanácsnak tagja.

#### Tagja továbbá
- A Magyar Gyermeksebészeti Szakmai Kollégiumnak
- A Magyar Gyermekneurológiai Társaság vezetőségének
- A Magyar Idegsebészeti Társaságnak
- A Magyar Neuroonkológiai Társaságnak
- A Magyar Gerinc Társaságnak
- Az Európai Gyermekidegsebészeti Társaságnak (ESPN) tagja, oktatója, a 2006-os kurzus rendezője
- Az Európai Idegsebészeti Társaságnak (EANS)

### Elismerések
- “Orvosi Hetilap Markusovszky Lajos Díj” 2000. év
- “Legjobb közlemény” 2009 (Ideggyógyászati Szemle 2009; 62(5-6):185-189.)
- Az Év Orvosa 2012 pályázaton Astellas díjban részesült szakmai tudásáért és nagyszerű emberi hozzáállásáért, valamint a sebészeti eljárások kategóriában is Astellas díjban részesült

#### Érdeklődési területek
- Agydaganatok kutatása, kezelése
- Agyvízkeringési zavarok műtéti megoldásai
- Epilepszia sebészet
- Koponyadeformitások műtéti kezelése
- A minimálisan invazív sebészet (endoszkópia, elektrofiziológiai monitorozás)
- Gamma sugársebészet